# Litotricia
La litotricia es un procedimiento no invasivo que implica la destrucción física de masas endurecidas como cálculos renales. El término se deriva de las palabras griegas que significan "romper (o pulverizar) piedras" (litho- + τρίψω [tripso]).
Puede requerir el uso de anestésicos o relajantes antes de comenzar el procedimiento, junto con la administración de antibióticos. El procedimiento de litotricia generalmente demora de 45 minutos a 1 hora. Se coloca una sonda stent, a través de la espalda o la vejiga hasta el riñón, para drenar la orina desde el riñón hasta extraer todos los pedazos de cálculos, antes o después del tratamiento. La mayoría de los cálculos se eliminan entre 3 o 4 semanas después de la operación.

## Usos
La litotricia se utiliza para tratar los cálculos renales que son demasiado grandes para pasar por las vías urinarias, trata los cálculos renales por medio de ondas de choque o de energía ultrasónica que se envían de forma focalizada y directa al cálculo que se localiza previamente con fluoroscopia o ultrasonido. Aunque no todos los cálculos renales se pueden eliminar mediante una litotricia (cálculos de cistina o monohidrato de oxalato de calcio son resistentes a la LEOC, los cálculos superiores a 2,5 cm pueden romperse en fragmentos grandes que podrían bloquear el riñón), pudiendo requerir: una intervención endoscópica a través de una pequeña incisión quirúrgica en la espalda, intervención utereroscópica o en raras ocasiones nefrolitotomía percutánea o una cirugía abierta.

## Contraindicaciones y riesgos
Incluyen el embarazo, la coagulopatía o el uso de inhibidores de la agregación plaquetaria, los aneurismas aórticos, la hipertensión grave no tratada y las infecciones del tracto urinario no tratadas.
La litotricia es segura la mayoría de veces. Pero puede presentar complicaciones como:
- Sangrado alrededor del riñón.
- Infección renal.
- Los fragmentos de cálculos pueden obstruir el flujo de orina.
- Fragmentos de cálculos que quedan en el cuerpo.
- Úlceras en el estómago o el intestino delgado.
- Problemas con la actividad renal después del procedimiento.

## Técnicas
- Terapia de ondas de choque extracorpóreas (LEOC)[6]
- Intracorpóreos (litotricia endoscópica):
  - Litotricia láser: efectivo para cálculos más grandes (>2 cm) con buenas tasas de libre de cálculos y complicaciones.[7]
  - Litotricia electrohidráulica
  - Litotricia mecánica
  - Litotricia ultrasónica: más seguro para cálculos pequeños (<10 mm)

## Historia
La cirugía era el único método para extraer piedras demasiado grandes para pasar hasta que el cirujano y urólogo francés Jean Civiale inventó en 1832 un instrumento quirúrgico (el litotrito) para triturar piedras dentro de la vejiga sin tener que abrir el abdomen. Para eliminar un cálculo, Civiale insertó su instrumento a través de la uretra y perforó agujeros en la piedra. Posteriormente, lo trituraba con el mismo instrumento y aspiraba los fragmentos resultantes o los dejaba fluir normalmente con la orina. 
La litotricia reemplazó el uso de litotritos como el tratamiento más común a partir de mediados de la década de 1980. En la litotricia extracorpórea por ondas de choque (ESWL), las ondas de choque externas se enfocan en el cálculo para pulverizarlo. Los métodos ureteroscópicos utilizan un endoscopio rígido o flexible para alcanzar el cálculo y dirigir energía mecánica o lumínica hacia él. La endoscopia puede utilizar láseres, así como otros modos de suministro de energía: ultrasonido o electrohidráulica. 
ESWL se utilizó por primera vez en cálculos renales en 1980. También se aplica a los cálculos biliares y pancreáticos. Las ondas de choque externas se enfocan y pulverizan el cálculo que se localiza mediante imágenes. El primer litotriptor de ondas de choque aprobado para uso humano fue el Dornier HM3 (modelo humano 3) derivado de un dispositivo utilizado para probar piezas aeroespaciales. Los dispositivos de segunda generación utilizaban generadores de piezoelectricidad o electromagnetismo. Las guías de la American Urological Association consideran la ESWL como un posible tratamiento primario para cálculos de entre 4 mm y 2 cm.
La litotricia electrohidráulica es una técnica industrial para fragmentar rocas mediante el uso de electrodos para crear ondas de choque. Se aplicó a los cálculos de las vías biliares en 1975. Puede dañar el tejido y se usa principalmente en centros especializados en vías biliares. Se han utilizado dispositivos mecánicos neumáticos con endoscopios, comúnmente para cálculos grandes y duros.
La litotricia con láser se introdujo en la década de 1980. Los láseres de colorante pulsado emiten una luz de 504 nm (de color cian) que llega al cálculo mediante fibras ópticas a través de un endoscopio. Los láseres Holmium:YAG se desarrollaron más recientemente y producen fragmentos más pequeños.